# Kürbisspinne

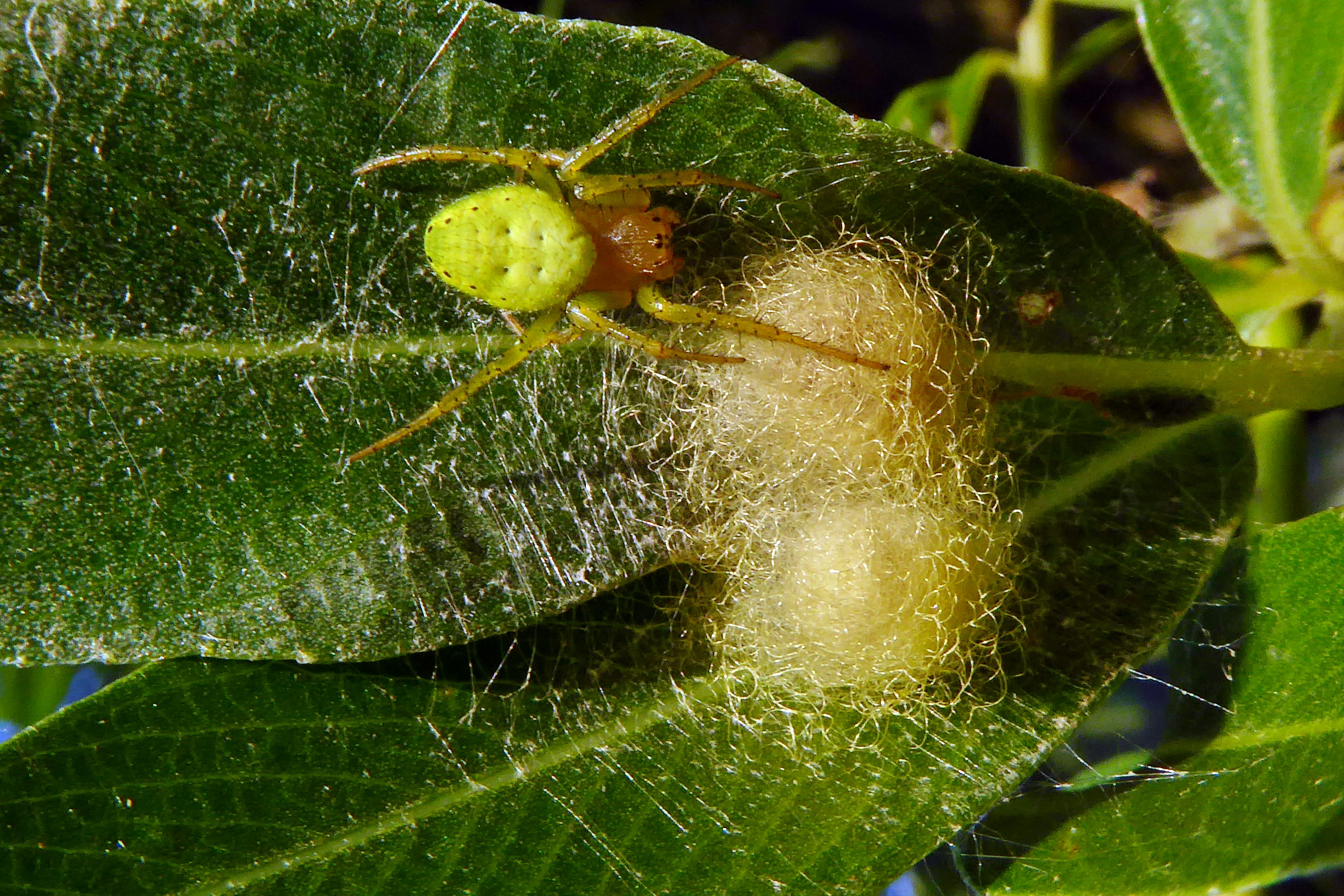
Kürbisspinne mit Eikokons

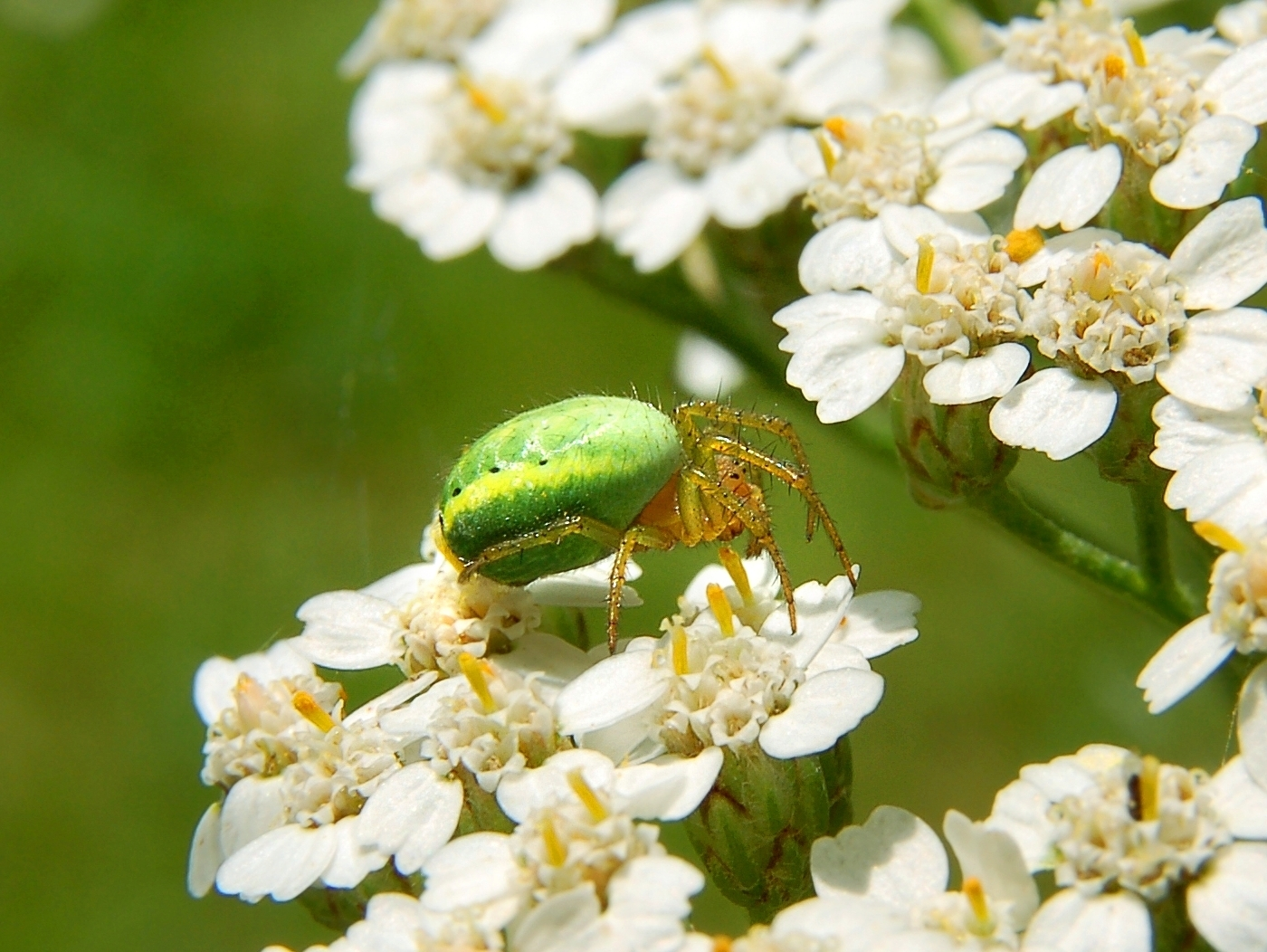
Kürbisspinne (Belgien)

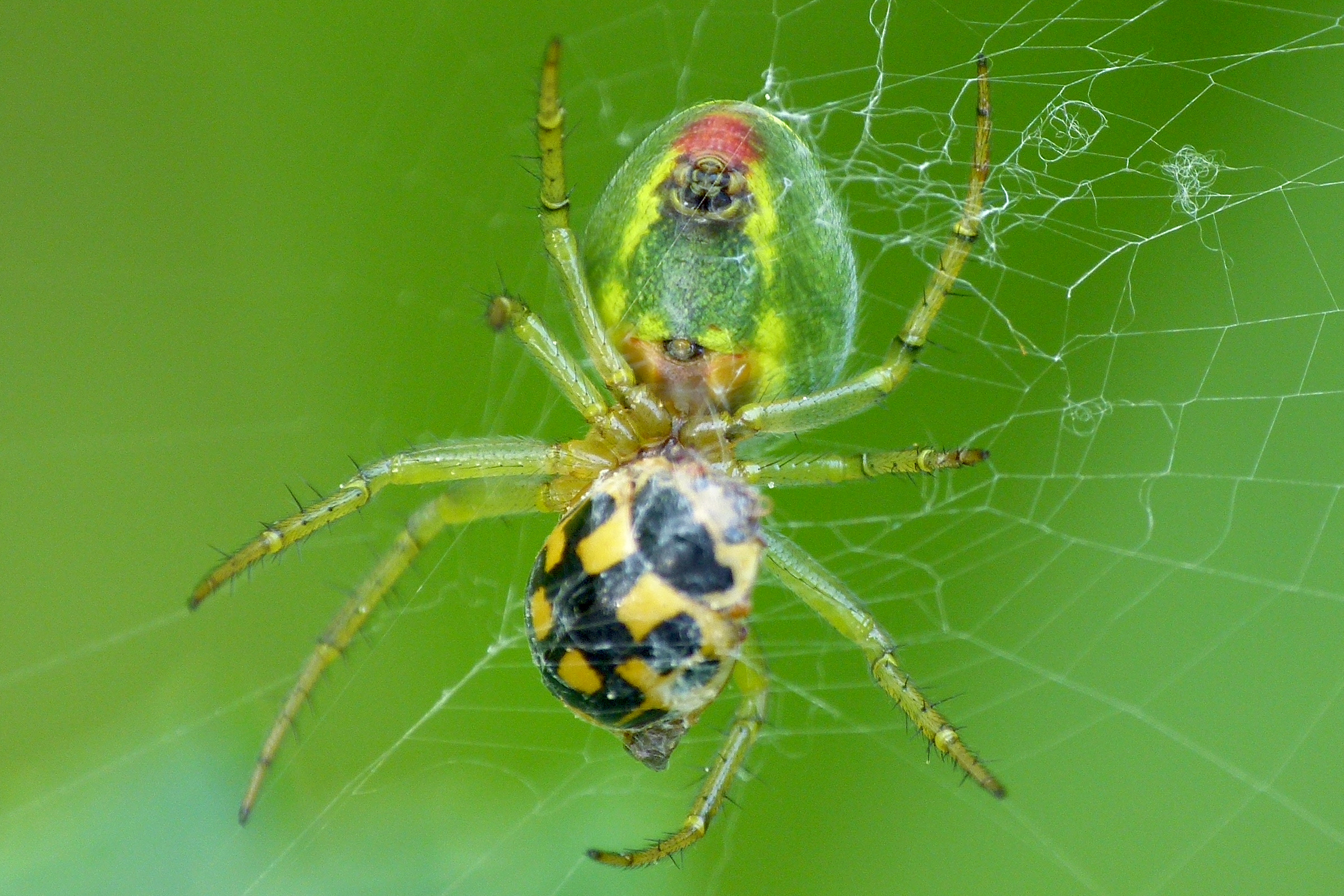
Weibchen mit gut erkennbaren Spinndrüsen und Epigyne

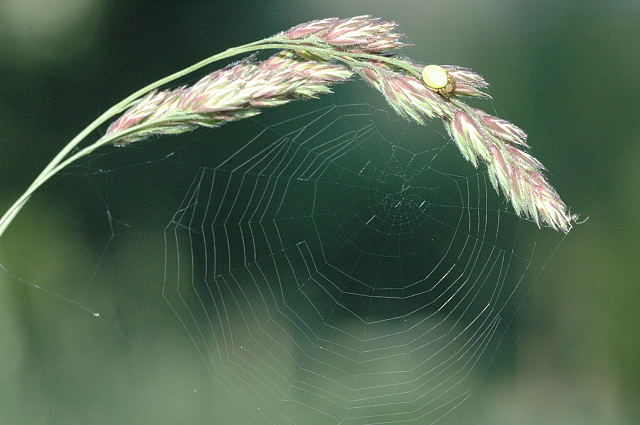
Netz der Kürbisspinne

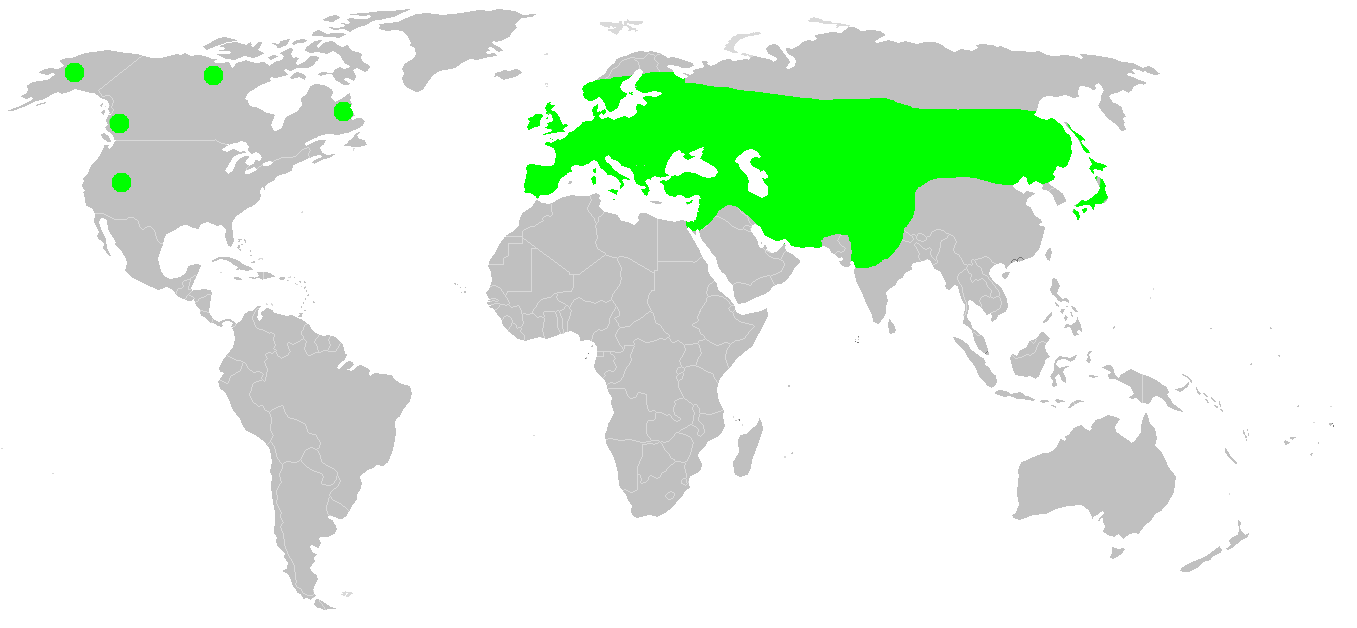
Verbreitung von A. cucurbitina

Die Kürbisspinne (Araniella cucurbitina) ist eine kleinere Radnetzspinne aus der Familie der Echten Radnetzspinnen (Araneidae).
Der Name verweist auf den glänzenden, gelblich-grünen, an einen Kürbis erinnernden Hinterleib.

## Merkmale
Die Weibchen erreichen eine Größe von ca. sechs Millimetern, bei den Männchen sind es etwa vier Millimeter. Der Hinterleib (Opisthosoma) ist glänzend gelblich-grün gefärbt und auf beiden Seiten der Mittellinie befinden sich vier bis fünf grubige Vertiefungen, die dunkel gefärbt sind.
Das Prosoma (Vorderkörper) und die Beine sind grünlich-braun, die Beine weisen viele lange, kräftige, dunkle Borsten auf.
Die ausgewachsenen Tiere haben am Ende des Hinterleibes über den Spinndrüsen einen roten Fleck.
Die frisch geschlüpften Jungtiere sind zum Schlupfzeitpunkt hell, noch nicht geschlechtsreife Tiere haben im Herbst eine rote oder bräunliche Färbung, so dass sie während der Laubverfärbung gut getarnt sind. Die Grünfärbung bilden erwachsene Tiere dann im Frühjahr aus.

### Ähnliche Arten
- Die extrem ähnliche Araniella opisthographa (Kulczynski, 1905) lässt sich nur genitalmorphologisch von A. cucurbitina unterscheiden.

## Vorkommen
Die Kürbisspinne ist eine der häufigsten einheimischen Spinnenarten. Man findet sie in Nadelwäldern und Waldrändern, in Gebüschen und Hecken, aber auch in Offenlandbiotopen wie Brachen, Ruderalfluren, Feldern, Wiesen, Mooren und Sümpfen.

## Lebensweise
Die Kürbisspinne kennt kein Lauerversteck am Netz (Retraite), da sie sich dank der grünlichen Körperfärbung im Netz aufhalten kann, ohne von den Beuteinsekten wahrgenommen zu werden. Die Netze haben einen Durchmesser von etwa zehn Zentimetern und werden schräg bis waagerecht meist in der höheren Krautschicht oder in Bäumen und Sträuchern bis zu einer Höhe von etwa drei Metern angelegt. Sie bestehen aus 20 bis 30 Radien und haben eine Fangspirale, die aus 10 bis 15 Umgängen besteht. Die Netze sind gelegentlich auch nur als Halbkreis ausgebildet.
Im Juli legen die Weibchen in der Nähe des Netzes bis zu drei Eikokons an. Diese sind weißlich bis gelblich gefärbt und enthalten etwa 140 bis 160 Eier. Geschlechtsreife Tiere können von Mai bis August angetroffen werden. Die adulten Männchen suchen Netze von weiblichen Tieren und warten dort, bis das Weibchen paarungsbereit ist.
Die Art überwintert im juvenilen Stadium an Zweigen.